# Archie Shepp
Archie Shepp (Fort Lauderdale, Florida, 1937. május 24. –) amerikai jazz szaxofonos.

## Élete és zenei karrierje
A floridai Fort Lauderdale-ben született, és Philadelphiában nevelkedett; zenével is itt kezdett foglalkozni: zongorán, klarinéton és altszaxofonon játszott, majd a tenorszaxofont választotta fő hangszerének (néha szopránszaxofonon is játszik). 1955-59 között színjátszást tanult a Goddard College-ban (Plainfield, Vermont), majd – miután nem talált munkát – New Yorkba költözött, s itt döntött végleg a zenei karrier mellett.
Rövid ideig egy latin jazz zenekarban játszott, majd 1960-ban a feltörekvő avantgárd zongorista, Cecil Taylor együtteséhez csatlakozott, a nagybőgős Buell Neidlinger ajánlásával. Az Air, a The World of Cecil Taylor és a Cell Walk of Celeste című albumokon szerepel.
1962-63-ban a New York Contemporary Five nevű rövid életű, ám nagy hatású csoport tagja volt, első felvételükön (Archie Shepp-Bill Dixon Quartet) Bill Dixonnal együtt zenekarvezetőként szerepel. Mivel az amerikai közönség kevésbé volt nyitott a szabad jazzre, Shepp és társai (Don Cherry, John Tchicai, Don Moore, J. C. Moses) főként Európában koncerteztek. Az NYCF albumai (összesen négy készült) nem fogytak, így alig egy év után feloszlott.
Ekkoriban figyelt fel rá John Coltrane, aki lemezszerződéshez segítette az Impulse! Recordsnál; első itt készült felvétele (az első saját neve alatt megjelenő album) címével előtte tiszteleg (Four for Trane).
Shepp részt vett Coltrane A Love Supreme albumának 1964 decemberi felvételén, de a lemezre végül nem került fel olyan szám, amiben ő is játszott (a 2002-es két cédés "Deluxe" kiadásban szerepel az Acknowledgement két változata is).
A következő év, 1965 egyaránt fordulópont a free jazz történetében és Shepp karrierjében is. Ekkor jelenik meg Coltrane nagy jelentőségű Ascension című albuma, melyen Shepp is szerephez jut. Az év során a két szaxofonos közös albumot ad ki New Thing at Newport címen; Shepp pedig egy önálló lemezt is készít (Fire Music), mely következő éveinek legfontosabb (és egész életművének egyik fontos) témáját, az afrocentrizmust harangozza be.
Az akkoriban sok afroamerikai zenésznél megjelenő afrocentrizmus (Shepp mellett a legismertebb név közülük Pharoah Sandersé) egyrészt az afrikai zenei hatások jazzbe ötvözését, másrészt a feketéket sújtó igazságtalanságok énekelt vagy beszélt szövegekben való megjelenítését jelenti. A Fire Music címében egy afrikai zenei szertartást idéz, valamint tartalmaz egy Malcolm X-re emlékező gyászbeszédet. Következő lemezének címe, The Magic of Ju-Ju (1967) szintén afrikai szertartásra utal, s főként az ütősszekcióban az afrikai zenei hatás is erősebb. Az itt megtalált hangzásvilág, kaotikusnak tűnő szaxofon-dallamokkal, afrikai ritmusokkal és az ideológiai körítéssel évekig meghatározó marad. A hetvenes évek elején tovább kísérletezett beszélt anyagokkal, költőket vonva be a felvételek elkészítésébe, a zenében a legfőbb változás a szájharmonikák megjelenése. Az 1972-es Attica Blues és The Cry of My People ad hangot a legdühösebb állásfoglalásoknak a feketék szabadságával és jogaival kapcsolatban.

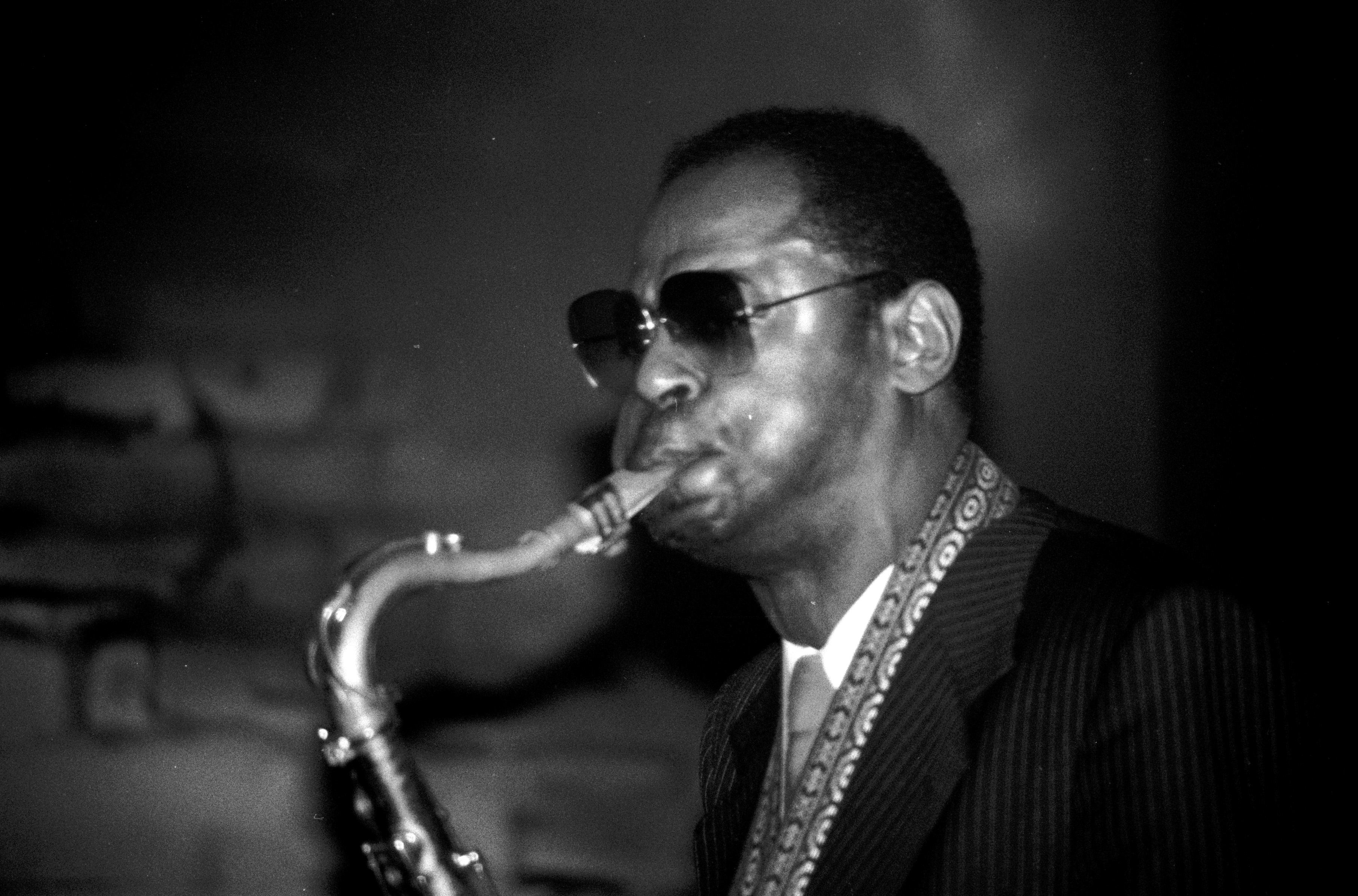
Archie Shepp egy franciaországi koncertjén

A hetvenes évek végétől Shepp zenéjében az újítás mellett nagyobb hangsúlyt kapott a hagyomány is: továbbra is fontos szerepe volt az afrikai zene felfedezésének, de olyan hagyományos jazzt játszó zenészek előtt is tisztelgett, mint Charlie Parker és Sidney Bechet, belekóstolt az R&B-be, valamint európai zenészekkel is együttműködött (többek között Jasper Van't Hof és Dresch Mihály).
A kilencvenes évek elejétől gyakran játszott Eric Le Lann francia trombitással (közös koncertalbumuk az 1995-ös Live in Paris).
Az 1970-es évek elejétől három évtizedig a Massachusettsi Egyetem afrikai-amerikai tanulmányok tanszékének tanára volt, zenét és zenetörténetet tanított. Az 1970-es évek elején a buffaloi New York-i Állami Egyetemnek is tanára volt.

## Lemezei
Részletesen lásd a hivatalos oldalán, valamint itt.
- 1964 Four for Trane (Impulse)
- 1965 Fire Music (Impulse)
- 1965 New Thing at Newport (Impulse)
- 1967 The Magic of Ju-Ju (Impulse)
- 1972 Attica Blues (Impulse)
- 1972 The Cry of My People (Impulse)

## Drámái
Az eredetileg színésznek készülő Shepp drámákat is írt: The Communist (1965) és Lady Day: A Musical Tragedy (1972).

## Film
Szerepel a free jazzről szóló 1981-es Imagine the Sound című kanadai dokumentumfilmben.